# Elaeagnus reflexa
Elaeagnus reflexa är en havtornsväxtart som beskrevs av E. Morr. och Decne.. Elaeagnus reflexa ingår i släktet silverbuskar, och familjen havtornsväxter. Inga underarter finns listade i Catalogue of Life.